# Избеглички рулет
Избеглички рулет се односи на произвољност у процесу одређивања избегличког статуса или, како се то назива у Сједињеним Државама, одлучивања о азилу. Недавна истраживања сугеришу да, барем у Сједињеним Државама и Канади, исход одлука о азилу у великој мери зависи од идентитета одређеног судије коме је захтев насумично додељен, и да су резултујући диспаритети у стопама давања азила проблематични. С друге стране, неки коментатори наводе да је добар део диспаритета неизбежан и да избеглице и њихови заговорници морају да „науче да живе“ са „неједнаком правдом“. Други наводе да се количина диспаритета смањила након 2008.
Оригинална студија која је сковала термин „избеглички рулет“ представља емпиријску анализу доношења одлука на сва четири нивоа процеса добијања азила, односно канцеларија за азил Одељења за унутрашњу безбедност, имиграциони судови Министарства правде, Одбор имиграционих жалби и Апелациони судови Сједињених Држава, између 2000. и 2004. Аутори тврде да њихови налази откривају неприхватљив ниво диспаритета у стопама давања азила. Студија се завршава препорукама за реформу система одлучивања о имиграцији. У студији из 2008. о доношењу одлука имиграционих судова између 1994. и 2007. године, Канцеларија за одговорност владе Сједињених Држава је открила да је „вероватноћа добијања азила значајно варирала између и унутар проучаваних имиграционих судова“.
Налази оригиналне студије „Refugee Roulette“ су објављени као главна прича на насловној страни The New York Times-а 31. маја 2007. Студија је такође објављена у The Atlantic Monthly  и многим другим медијима, укључујући The Atlanta Journal-Constitution, The Christian Science Monitor, The Dallas Morning News, и Мајами хералд. Студију су цитирали бројни истакнути правни академици, укључујући проф. Дејвида Кола из Правног центра Универзитета Џорџтаун, Џудит Ресник, и Кас Санстајн. О томе се говорило и у одлуци Апелационог суда за четврти округ Сједињених Држава. Студију су цитирале Комисија за имиграцију  Америчке адвокатске коморе и Фондација Appleseed , између осталих организација. Слична студија о канадском систему одлучивања о азилу је накнадно објављена.
Израз „рулет за избеглице“ и даље се у популарним медијима користи за описивање арбитрарности у одлучивању о азилу.